# 1. Sinfonie (Barber)
Die Sinfonie Nr. 1 op. 9 ist ein einsätziges Werk, das von Samuel Barber im Februar 1936 in Rom vollendet wurde. Es enthält die folgenden Formteile, die ohne Pausen ineinander übergehen:
- Kopfsatz (Allegro)
- Scherzo (Allegro molto)
- Langsamer Satz (Andante tranquillo)
- Passacaglia (Con moto)

Die Uraufführung fand am 13. Dezember 1936 in Rom statt. Im darauffolgenden Jahr wurde es von Artur Rodziński bei den Salzburger Festspielen aufs Programm gesetzt.